# Kate Levering
Kate Levering (* 1. Januar 1979 in Sacramento, Kalifornien) ist eine US-amerikanische Schauspielerin.

## Karriere
Kate Levering hatte Rollen in zahlreichen Fernsehserien wie zum Beispiel Hör mal, wer da hämmert, CSI: Miami, Cold Case oder Close to Home. Von 2009 bis 2014 war sie in der Fernsehserie Drop Dead Diva als Kim Kaswell zu sehen.
2012 spielte sie im Horror-Thriller Breaking the Girl – neben Madeline Zima und Agnes Bruckner – die Rolle der Nina.

## Filmografie (Auswahl)
- 1999: Hör mal, wer da hämmert (Home Improvement, Fernsehserie, 1 Episode)
- 2001: The Lullaby of Broadway: Opening Night on 42nd Street (Fernsehfilm)
- 2002: Witchblade – Die Waffe der Götter (Witchblade, Fernsehserie, 1 Episode)
- 2002: Law & Order: Special Victims Unit (Fernsehserie, 1 Episode)
- 2002: Martin and Lewis (Fernsehfilm)
- 2003: Hotel (Fernsehfilm)
- 2004–2005: Kevin Hill (Fernsehserie, 22 Episoden)
- 2005: Out of Practice – Doktor, Single sucht … (Out of Practice, Fernsehserie, 1 Episode)
- 2006: CSI: Miami (Fernsehserie, 1 Episode)
- 2006: The Hunters (Fernsehfilm)
- 2006: Cold Case – Kein Opfer ist je vergessen (Cold Case, Fernsehserie, 1 Episode)
- 2007: Las Vegas (Fernsehserie, 1 Episode)
- 2007: Close to Home (Fernsehserie, 1 Episode)
- 2007: Medium – Nichts bleibt verborgen (Medium, Fernsehserie, 1 Episode)
- 2007: K-Ville (Fernsehserie, 1 Episode)
- 2007: Ghost Whisperer – Stimmen aus dem Jenseits (Ghost Whisperer, Fernsehserie, 1 Episode)
- 2008: Blue Blood (Fernsehfilm)
- 2008: Cashmere Mafia (Fernsehserie, 4 Episoden)
- 2009: Wie ein Staubkorn im Wind (Like Dandelion Dust)
- 2009–2014: Drop Dead Diva (Fernsehserie, 78 Episoden)
- 2010: White Collar (Fernsehserie, 1 Episode)
- 2010: Navy CIS: L.A. (NCIS: Los Angeles, Fernsehserie, 1 Episode)
- 2012: Breaking the Girl
- 2016: Notorious (Fernsehserie, 1 Episode)
- 2016: Cruel Intentions (Fernsehfilm)